# مجله شیمی هتروسیکلی
مجله شیمی هتروسیکلی یک مجله علمی با داوری همتا است که به بررسی پیشرفت‌ها در زمینه شیمی هتروسیکل می‌پردازد. این مجله یک منبع برای پایگاه داده کم‌اسپایدر است.